# Amalia Miranzo
Amalia Miranzo Martínez (Cuenca, 31 de octubre de 1939 - 20 de junio de 2014) fue una profesora, política y sindicalista española.

## Biografía
Nacida en Cuenca de familia muy humilde consiguió estudiar, mientras trabajaba para pagarse sus estudio,  licenciándose en Físicas en la Universidad Complutense de Madrid y siendo, posteriormente catedrática en Matemáticas de Enseñanza Media. Fue la única mujer del Grupo parlamentario socialista del Senado en la Legislatura Constituyente. También fue elegida senadora del PSOE por la circunscripción electoral de Cuenca en la I y la II Legislatura (15 de junio de 1977 - 23 de abril de 1986). En las campañas electorales en las que participó logró movilizar especialmente el voto femenino.
Abandonó la política activa al distanciarse de la línea de su partido a partir de 1986, y regresó a la enseñanza media siendo catedrática de matemáticas en el Instituto Nacional de Bachillerato de Alcalá de Henares.
Fue Secretaria Provincial de UGT de Cuenca entre 1980 y 1983 y militante de la Federación de Trabajadores de la Enseñanza FETE-UGT.
Participó en el documental Las constituyentes sobre las parlamentarias que participaron en la Legislatura Constituyente.